# El cantante (banda sonora)
El cantante es la banda sonora de la película del mismo título y el noveno álbum de estudio y séptimo realizado en español grabado por el cantautor puertorriqueño-estadounidense Marc Anthony. Fue lanzado al mercado bajo el sello discográfico Sony BMG Norte el 24 de julio de 2007.
En esta banda sonora, Marc versiona algunos de los temas que Héctor Lavoe hizo famosos en la década de los 70's. Además, se incluye la canción Toma de mí, compuesta por Julio Reyes Copello y Nelly Furtado, interpretada por Jennifer López.

## Lista de canciones
| El cantante (Banda sonora). |                       |                                        |          |  |
| N.º                         | Título                | Escritor(es)                           | Duración |  |
| 1.                          | «El cantante»         | Rubén Blades                           | 6:47     |  |
| 2.                          | «Mi gente»            | Johnny Pacheco                         | 3:52     |  |
| 3.                          | «Escándalo»           | Rubén Fuentes                          | 3:59     |  |
| 4.                          | «Aguanilé»            | Héctor Lavoe · Willie Colón            | 5:15     |  |
| 5.                          | «Che che colé»        | Willie Colón                           | 3:27     |  |
| 6.                          | «El día de mi suerte» | Willie Colón · Héctor Lavoe            | 5:20     |  |
| 7.                          | «Qué lío»             | Willie Colón · Héctor Lavoe · Joe Cuba | 4:24     |  |
| 8.                          | «Quítate tú»          | Johnny Pacheco · Bobby Valentín        | 4:24     |  |
| 9.                          | «Todo tiene su final» | Willie Colón                           | 4:56     |  |
| 10.                         | «Toma de mí»          | Julio Reyes Copello · Nelly Furtado.   | 4:29     |  |
| 46:53                       |                       |                                        |          |  |

## Posicionamiento en las listas
| Lista (2007)                      | Máxima posición |
| --------------------------------- | --------------- |
| PROMUSICAE Spanish Albums Charts  | 11              |
| Swiss Albums                      | 100             |
| U.S. Billboard 200                | 31              |
| U.S. Billboard Soundtracks Albums | 4               |
| U.S. Billboard Top Latin Albums   | 1               |
| U.S. Billboard Tropical Albums    | 1               |

### Sucesión y posicionamiento
| Predecesor: Agárrese de Grupo Montéz de Durango | U.S. Billboard Top Latin Albums — Álbum N°. 1 11 de agosto de 2007 - 21 de septiembre de 2007 | Sucesor: La radiolina de Manu Chao |

| Predecesor: K.O.B. Live de Aventura | U.S. Billboard Tropical Albums — Álbum N°. 1 11 de agosto de 2007 - 5 de octubre de 2007 | Sucesor: 90 millas de Gloria Estefan |